# Dispersió de neutrons de petit angle
La dispersió de neutrons a petit angle (SANS) és una tècnica experimental que utilitza la dispersió elàstica de neutrons a petits angles de dispersió per investigar l'estructura de diverses substàncies a una escala mesoscòpica d'aproximadament 1-100 nm.
La dispersió de neutrons de petit angle és en molts aspectes molt similar a la dispersió de raigs X de petit angle (SAXS); ambdues tècniques es coneixen conjuntament com a dispersió de petit angle (SAS). La característica més important del mètode SAS és el seu potencial per analitzar l'estructura interna de sistemes desordenats, i sovint l'aplicació d'aquest mètode és una manera única d'obtenir informació estructural directa sobre sistemes amb una disposició aleatòria d'inhomogeneïtats de densitat a escales tan grans. Els avantatges de SANS respecte a SAXS són la seva sensibilitat als elements lleugers, la possibilitat de marcatge isotòpic i la forta dispersió per moments magnètics.

## Tècnica
Durant un experiment SANS, un feix de neutrons es dirigeix a una mostra, que pot ser una solució aquosa, un sòlid, una pols o un cristall. Els neutrons es dispersen elàsticament per interacció nuclear amb els nuclis o per interacció amb el moment magnètic d'electrons no aparellats. En la dispersió de raigs X, els fotons interactuen amb el núvol electrònic, de manera que com més gran és l'element, més gran és l'efecte. En la dispersió de neutrons, els neutrons interactuen amb els nuclis i la interacció depèn de l'isòtop; alguns elements lleugers com el deuteri mostren una secció transversal de dispersió similar a la dels elements pesants com el Pb.
En la teoria dinàmica de la difracció d'ordre zero, l'índex de refracció està directament relacionat amb la densitat de longitud de dispersió i és una mesura de la força de la interacció d'una ona de neutrons amb un nucli determinat. La taula següent mostra la longitud de dispersió de neutrons per a alguns elements químics (en 10−12 cm).
| H       | D      | C.     | N     | O      | P.    | S      |
| ------- | ------ | ------ | ----- | ------ | ----- | ------ |
| −0,3742 | 0,6671 | 0,6651 | 0,940 | 0,5804 | 0,517 | 0,2847 |

Cal tenir en compte que l'escala relativa de les longituds de dispersió és la mateixa. Un altre punt important és que la dispersió de l'hidrogen és diferent de la del deuteri. A més, l'hidrogen és un dels pocs elements que té una longitud de dispersió negativa, la qual cosa significa que els neutrons desviats de l'hidrogen estan 180° desfasats respecte als desviats pels altres elements. Aquestes característiques són importants per a la tècnica de variació de contrast (vegeu més avall).

### Tècniques relacionades
El SANS sol utilitzar la colimació del feix de neutrons per determinar l'angle de dispersió d'un neutró, cosa que resulta en una relació senyal-soroll cada cop més baixa per a les dades que contenen informació sobre les propietats d'una mostra a escales de longitud relativament llargues, més enllà d'~1 μm. La solució tradicional és augmentar la brillantor de la font, com en la dispersió de neutrons d'angle ultra petit (USANS). Com a alternativa, es va introduir la dispersió de neutrons d'angle petit per ressò de spin (SESANS), utilitzant l'eco de spin de neutrons per rastrejar l'angle de dispersió i ampliant el rang d'escales de longitud que es poden estudiar mitjançant la dispersió de neutrons fins a molt més enllà dels 10 μm.
La dispersió de petit angle per incidència rasant (GISANS) combina idees de SANS i de reflectometria de neutrons.

## En biologia

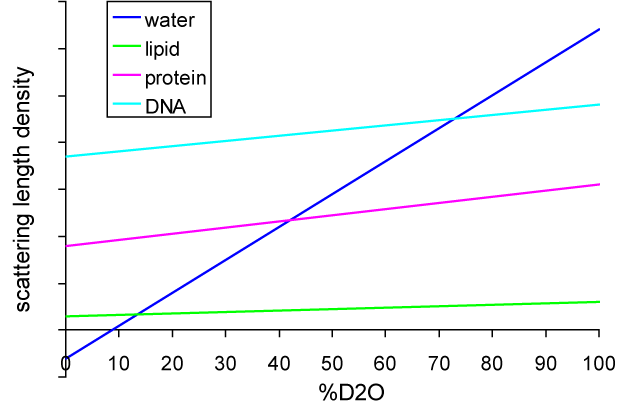
Figura 1 : La relació entre la dispersió de diverses macromolècules biològiques en funció de la concentració de D2O.

Una característica crucial del SANS que el fa particularment útil per a les ciències biològiques és el comportament especial de l'hidrogen, especialment en comparació amb el deuteri. En els sistemes biològics, l'hidrogen es pot intercanviar amb deuteri, cosa que normalment té un efecte mínim sobre la mostra però té efectes espectaculars sobre la dispersió.
La tècnica de variació de contrast (o coincidència de contrast) es basa en la dispersió diferencial de l'hidrogen respecte al deuteri. La figura 1 mostra la densitat de longitud de dispersió per a l'aigua i diverses macromolècules biològiques en funció de la concentració de deuteri. (Adaptat de) Les mostres biològiques normalment es dissolen en aigua, de manera que els seus hidrògens poden intercanviar-se amb qualsevol deuteri del dissolvent. Com que la dispersió global d'una molècula depèn de la dispersió de tots els seus components, això dependrà de la relació entre hidrogen i deuteri de la molècula. A certes proporcions d' H₂O i D₂O, anomenades punts de coincidència, la dispersió de la molècula serà igual a la del dissolvent i, per tant, s'eliminarà quan la dispersió del tampó es resta de les dades. Per exemple, el punt de coincidència per a les proteïnes sol ser d'un 40-45% de D₂O, i a aquesta concentració la dispersió de la proteïna serà indistingible de la del tampó.
Per utilitzar la variació de contrast, els diferents components d'un sistema s'han de dispersar de manera diferent. Això es pot basar en diferències inherents de dispersió, per exemple, ADN vs. proteïna, o sorgir de components marcats diferencialment, per exemple, tenir una proteïna d'un complex deuterada mentre que la resta està protonada. Pel que fa a la modelització, les dades de dispersió de raigs X i neutrons de petit angle es poden combinar amb el programa MONSA. Recentment s'ha publicat un exemple en què s'han utilitzat dades SAXS, SANS i EM per construir un model atòmic d'un enzim de múltiples subunitats. Per a alguns exemples d'aquest mètode, vegeu.
Per a l'estudi de la matèria a grans escales (per exemple, matèria tova) i dinàmiques lentes, s'haurien d'utilitzar neutrons molt freds (VCN). Tanmateix, a causa del flux de neutrons feble i la manca de components òptics en aquest rang, la majoria dels científics utilitzen neutrons de longituds d'ona més curtes. S'estan fent esforços per solucionar aquesta mancança.

## Instruments
Hi ha nombrosos instruments SANS disponibles a tot el món en instal·lacions de neutrons com ara reactors de recerca o fonts d'espalació.